# Kölner Stadtansicht von 1531

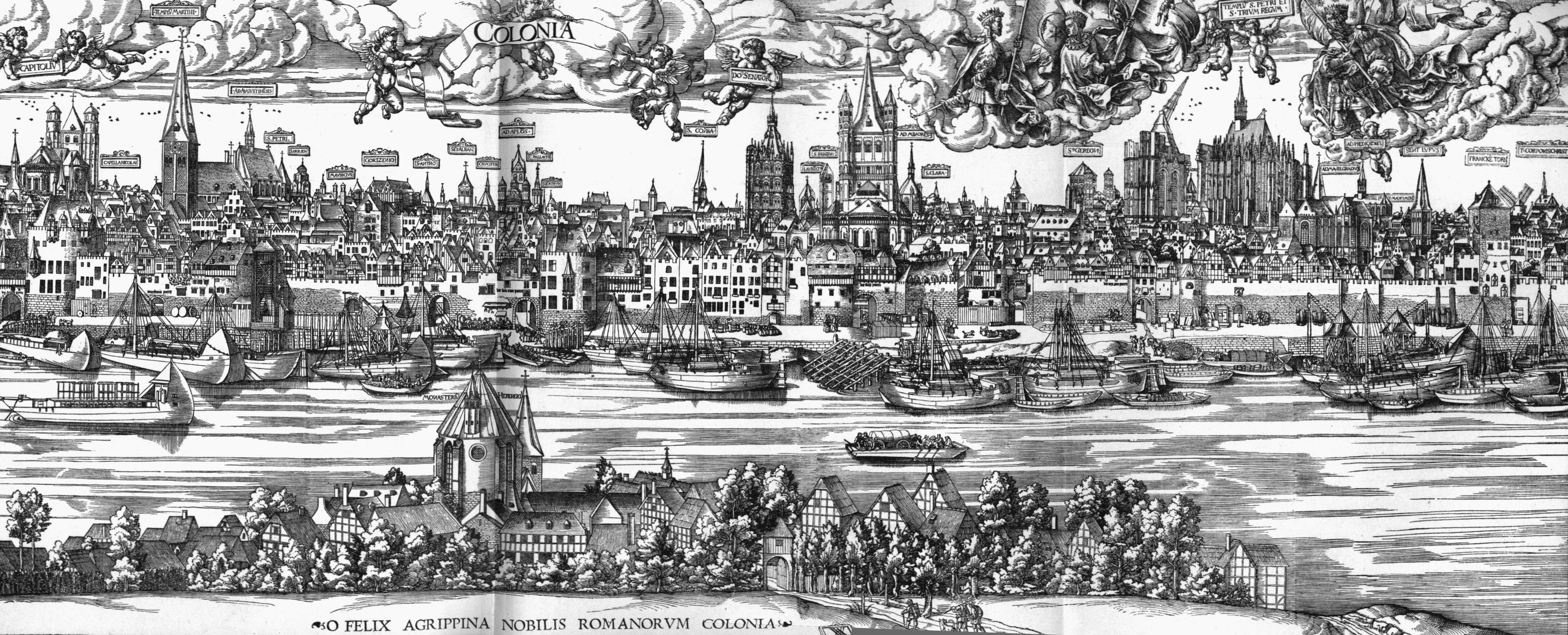
Kölner Stadtansicht von 1531, Ausschnitt aus der Mitte

Die Kölner Stadtansicht von 1531 ist ein von Anton Woensam stammender Holzschnitt, der detailfreudig im Großformat und in Form der Profildarstellung das spätmittelalterliche Köln zeigt.

## Vorgeschichte
Anton Woensam, eigentlich kein Kartograf wie später Arnold Mercator, befasste sich mit Malerei, Holzschnitt und Buchillustrationen insbesondere mit christlichen Motiven. Deshalb wählte er wohl für sein Werk nicht die topografisch erforderliche Vogelperspektive mit Straßenverläufen, sondern entschied sich für ein Stadtpanorama. Eng gedrängt stellt er hier die sakralen und profanen Bauwerke jener Zeit zusammen, wie sie sich als Rheinfront mit Blick von Ost nach West präsentierten. Sie galt nach der Venedig-Darstellung des Jacopo de’ Barbari aus 1500 als erste Stadtzeichnung Deutschlands. Da die Stadtansicht als Geschenk für die im Januar 1531 vorgesehene Krönung von Ferdinand I. in Köln geplant war, ist davon auszugehen, dass Woensam spätestens im Jahre 1529 mit der Arbeit begann. Genauere Hinweise über die kartografische Vorbereitung und die etwaige Besichtigung der Bauwerke sind nicht überliefert. Woensam hat jedenfalls einzelne Standortskizzen entlang des Rheinufers angefertigt und zu einer Gesamtschau zusammengefügt.

## Ikonografische Deutung
Die Stadtansicht liefert eine plastische Vorstellung von der baulichen Gestalt des spätmittelalterlichen Kölner Rheinpanoramas mit seinen über 16 Toren und etlichen Wehrtürmen der Kölner Altstadt. Der Holzschnitt stellt die schönste Ansicht der Kölner Flussfront dar, in der Woensam das auch zur Stromseite mauerbewehrte Köln mit größter Detailtreue wiedergibt. Von wenigen Unstimmigkeiten abgesehen, bietet Woensams Zeichnung die detailgetreueste Darstellung Kölns. Aus kartografischer Sicht handelt es sich um eine panoramatische Seitenansicht, eine parallelperspektivisch komponierte weitwinklige Horizontalprojektion, zentralperspektivisch auf vertikaler Bildebene mit einem Horizontalwinkel von etwa 140°. Der Vordergrund des Bildes wird von Wasser und Schiffen dominiert, um die florierende Handelsmetropole zu zeigen, die obere Hälfte versinnbildlicht das „heilige Köln“ durch die Fülle der Sakralbauten; beide Charakteristika lassen sich durch die Profildarstellung verwirklichen. Woensam konnte nur durch perspektivische Tricks wie die Überlagerung mehrerer Fassaden selbst die im Stadtinneren liegenden Bauwerke einbeziehen, auch wenn für ihn der umfassende Blick in den Stadtkern nicht im Vordergrund stand. Die Schwierigkeit bestand darin, weiter westlich liegende Bauwerke einzubeziehen, obwohl sie durch höhere vorgelagerte Gebäude verdeckt wurden. Deshalb hat er landeinwärts weiter westlich liegende Bauwerke höher platziert, damit sie nicht durch die davor stehenden verdeckt würden.

### Bauten

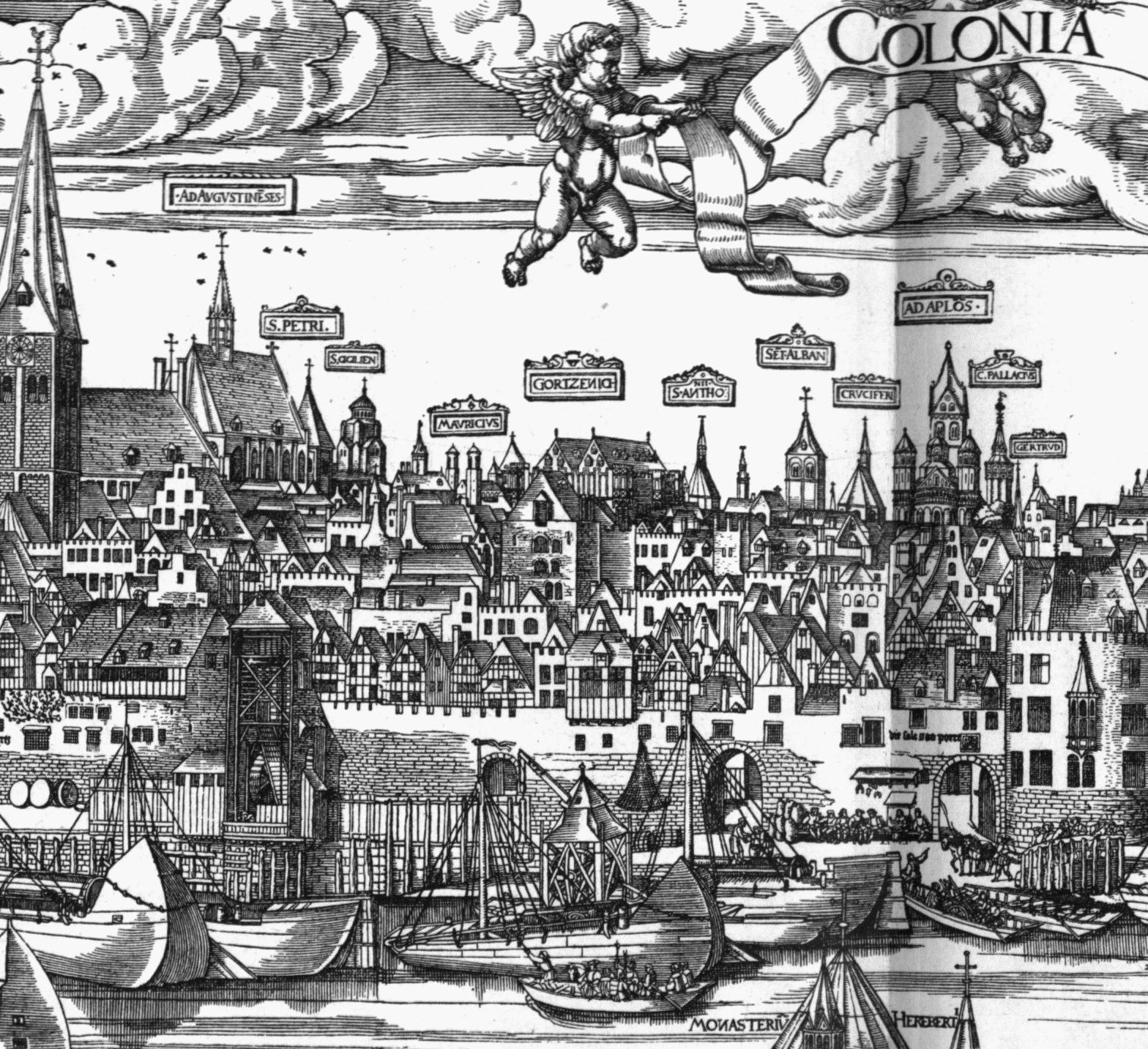
Anton Woensam – Detail: Der Gürzenich („Gortzenich“) neben St. Mauritius

Woensam blickte von Osten über den Rhein und zeigte das linksrheinische Köln im Profil. Er gab die Rheinfront Kölns in aller Breite und das Stadtprofil in denkbar möglicher Tiefe und Vollständigkeit wieder. Sein detailfreudiger Holzschnitt lässt sogar die Fenster- und Fassadengestaltung der Bauwerke erkennen. Durch die perspektivische Darstellung sind nur höhere Bauwerke sichtbar, die wiederum weiter westlich stehende niedrigere Bauten verdecken. Insbesondere Sakralbauten versah er mit Namensschildern, Profanbauten hingegen nur selten (Bayenturm = „Beyen torn“, Frankenturm = „Francke torn“, Kunibertsturm = „Cuniberts torn“ und Gürzenich = „Gortzenich“). Außerdem ragt der Turm des Richmodis-Hauses als „C. Pallacivs“ (Caesaris Pallacius, Kaiserlicher Hof, in dem der erwartete Kaiser absteigen würde) vor St. Aposteln in den Kölner Himmel. Von den zwölf heutigen romanischen Kirchen sind folgende benannt: St. Severin, St. Maria in Lyskirchen hier als „XES-Kerche“ bezeichnet und noch mit romanischem Chor, St. Georg, St. Pantaleon, St. Maria im Kapitol noch mit Westwerk-Türmen, St. Cäcilien ganz im Hintergrund, St. Aposteln („ad aplös“), Groß St. Martin, St. Gereon mit seinem Oktogon, St. Ursula mit verdrehtem „S“ und zuletzt St. Kunibert. Von den romanischen Pfarrkirchen sind St. Johann Baptist (TSO SĀT JAN), der romanische Turm von St. Peter der Doppelkirchenanlage mit St. Cäcilien, St. Alban und St. Kolumba. Der noch unfertige Kölner Dom („Templū St. Petri et St. Trium Regum“ (mit Strich über dem „ū“ für das „m“); Peterskirche und Heilige Drei Könige) wird flankiert von St. Gereon im Süden (und perspektivisch weiter im Hintergrund) und der ehemaligen Stiftskirche Maria ad Gradus (AD MA BEGRADUS) im Norden. Eine namentlich aufgeführte Kapelle ist St. Nicolai („Capellanicolai“).  Die in unmittelbarer Nachbarschaft zu St. Severin  liegende südlichste durch Schild benannte ehemalige Pfarrkirche St. Maria Magdalena  mit der Severinstorburg ist ebenso enthalten wie die ehemalige Johanniter-Kirche St. Johann und Cordula (S. JAN CORDE) im Norden. Die nördlichste Kirche ist die ehemalige St. Lupus-Kirche. Der in ihrer Höhe liegende Frankenturm ist Teil der Rheinmauer wie die Fisch-Pforte („Fich porce“) in Höhe des Fischmarktes vor Groß St. Martin. Der Turm des Kölner Rathauses (Do[mus] Senato[rum]) war 10 Meter höher als der Stumpf des Domturmes und bildete eine wichtige Komponente im Stadtbild, das wenige Jahre vor dem Rathausturm 1393–1411 durch den 45 Meter hohen Westturm von St. Severin einen herausragenden Akzent im Süden erhalten hatte. Insbesondere der Südturm des Domes erscheint merkwürdig verfremdet. Zu sehen ist auch das ehemalige Kloster Herrenleichnam („T[emplum]Corporis christi“) am Klingelpütz, wobei ein davorstehendes Gebäude nur das Dach und einen Rest der Mauerkrone sichtbar lässt. Das Schild „SEYEN“ weist auf das ehemalige Kloster Sion an der Seyengasse hin. Wenige Meter neben dem Frankenturm steht ein Bauwerk, welches aus der Flucht der Stadtmauer in der Art eines Risalits aufsteigt. Es handelte sich um den Turm des dreigeschossigen Trankgassentores, das eine Rundbogentordurchfahrt besaß und mit einem Zeltdach abschloss. Auch die Kölner Kartause („ad cartusianos“) wird deutlich hervorgehoben.

### Schiffe und Hafenanlagen

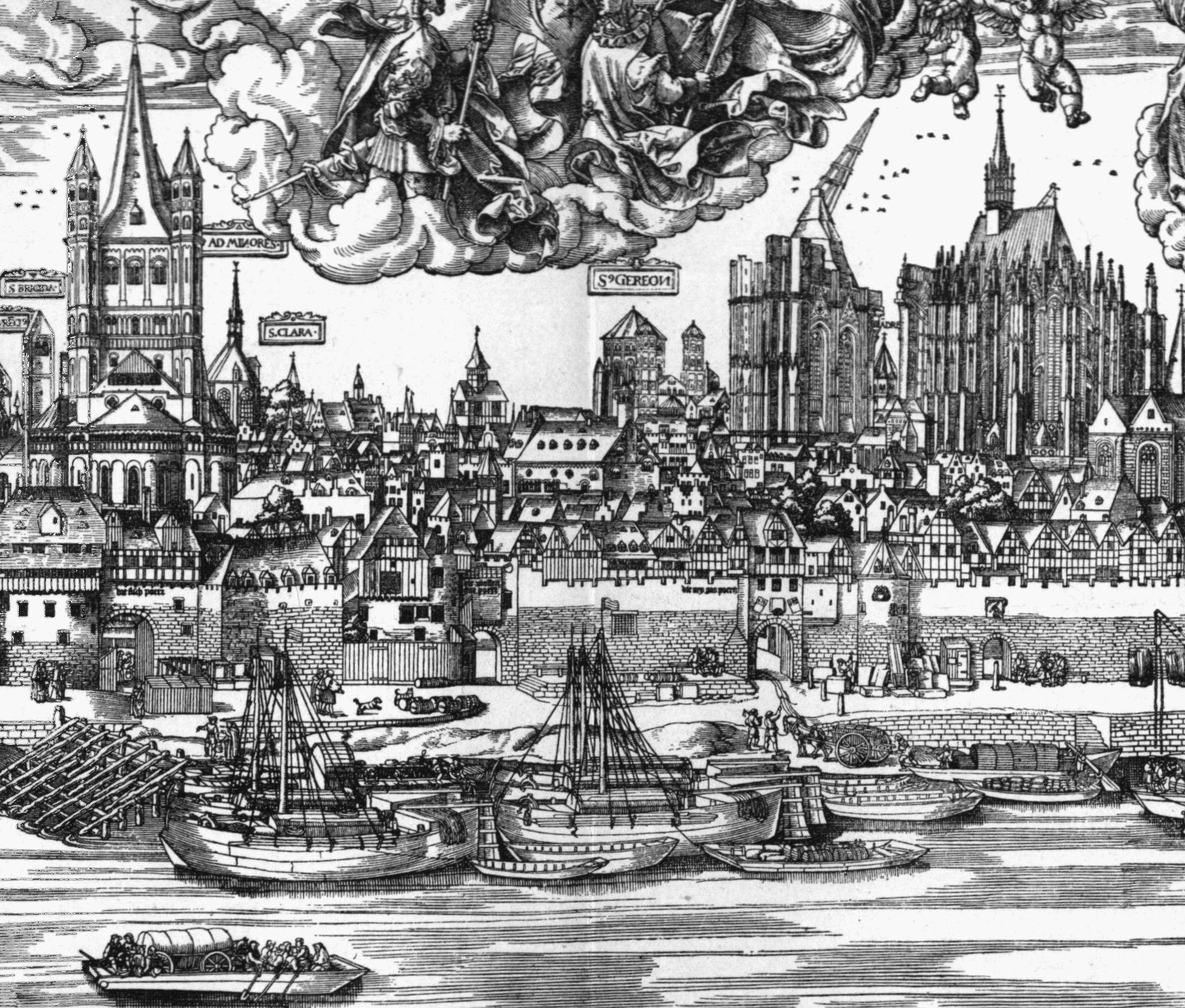
Anton Woensam – Niederländer Schiffe oder Aaken (Detail)

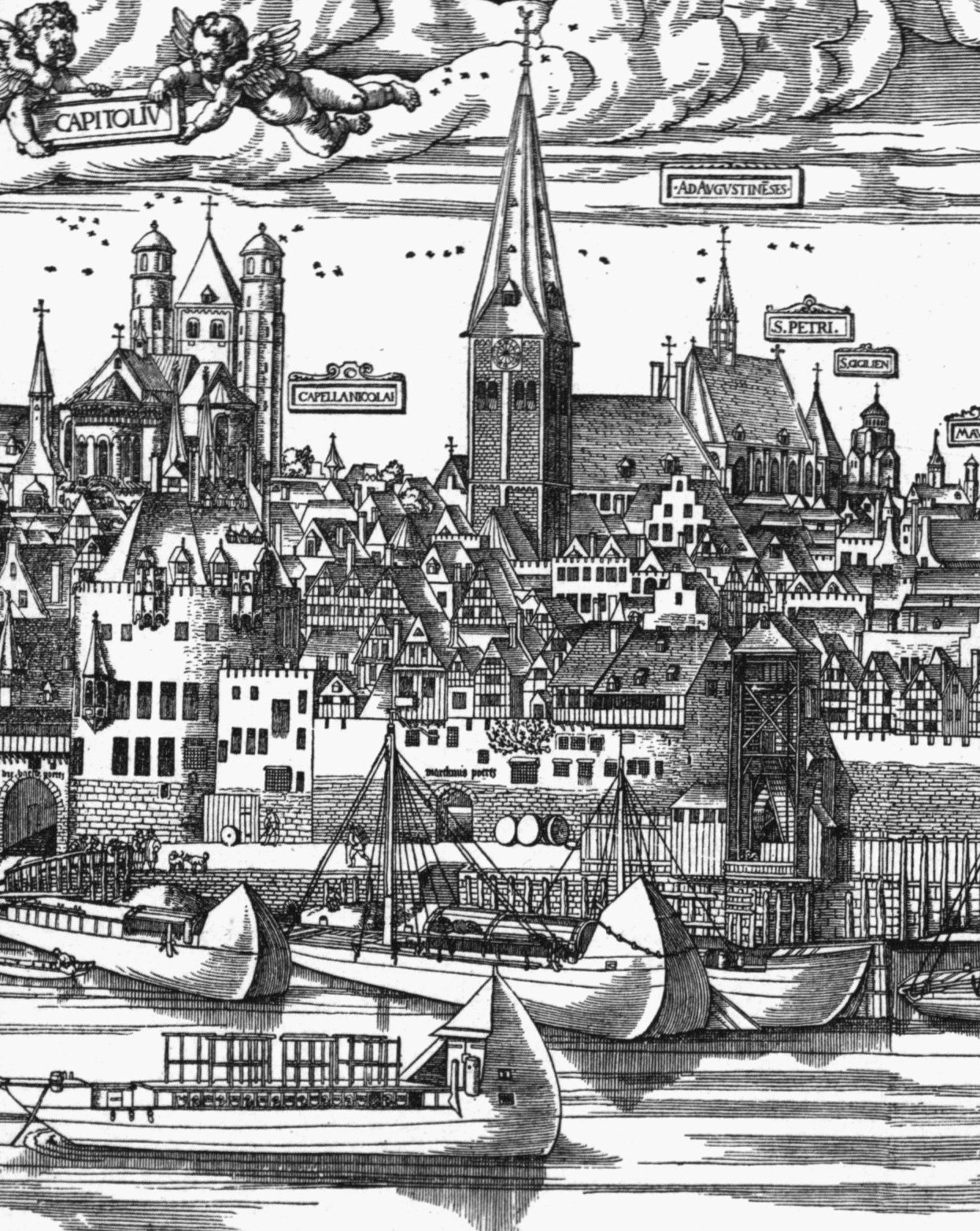
Anton Woensam – Oberländer Schiffe (Detail)

Woensams Panorama zeigt einen regen Schiffsverkehr auf dem Rhein. Die Ansicht lässt gut erkennen, dass sich der Kölner Hafen entlang der gesamten Rheinmauer der Stadt erstreckte und stark frequentiert wurde. Hafenbecken gab es noch nicht, der Hafenverkehr wickelte sich über Schiffsanleger ab. Da Rhein und Schiffe perspektivisch im Vordergrund stehen, können sie genau analysiert werden. Woensam zeigt auf dem Rhein zwei verschiedene Schiffstypen, deren Verbreitungsgrenze genau in Köln lag. Aufgrund der Strömungsverhältnisse beim Übergang zwischen Mittel- und Niederrhein befuhren tatsächlich die so genannten Niederländer den Niederrhein bis nördlich der Kirche Groß St. Martin, während die Oberländer südlich von Köln unterwegs waren. Woensam gibt Aufschluss über das Aussehen der Oberländer und Niederländer Schiffstypen jener Zeit. In Höhe der Salzgasse und Groß St. Martin markierte ein abgeschrägtes Holzgestell wohl die Trennlinie für die Oberländer Schiffe und Niederländer Aaken; hier lag auch der Umladehafen von einem Schiff ins andere. Die heutigen Kölner Straßennamen Niederländer Ufer und Oberländer Ufer reflektieren diese unterschiedlichen Schiffstypen. Daneben sind auch Lauertannen (aus Tannenholz gebaute Ein-Weg-Schiffe vom Oberrhein) vertäut, die vom Oberrhein kommend weniger wertvolle Massengüter transportierten und am Zielort zerlegt und als Nutzholz verkauft wurden. Woensam zeigt auch den Vorgang des Treidelns der Niederländer Aaken. Sie verließen den Kölner Hafen und kehrten mit Waren wie Kaffee, Tee, Reis, Tabak, Zucker und Gewürzen zurück. Die Stadtansicht verewigte insgesamt vier Tretkräne, von denen einer über 20 Meter hoch war. Im Rhein sind zwei große Schwimmkräne abgebildet, die durch Trettrommeln in Bewegung gesetzt werden. Zudem lieferte diese Detailtreue genaue Einblicke in den damaligen Schiffbau, die Mühlentechnik sowie Ansichten der Rheinmühlen. Die insgesamt acht Schiffsmühlen bildete er korrekt in der Nähe des Werthchens ab. Woensam zeigt auch zwei Waschschiffe.

### Detaildarstellungen

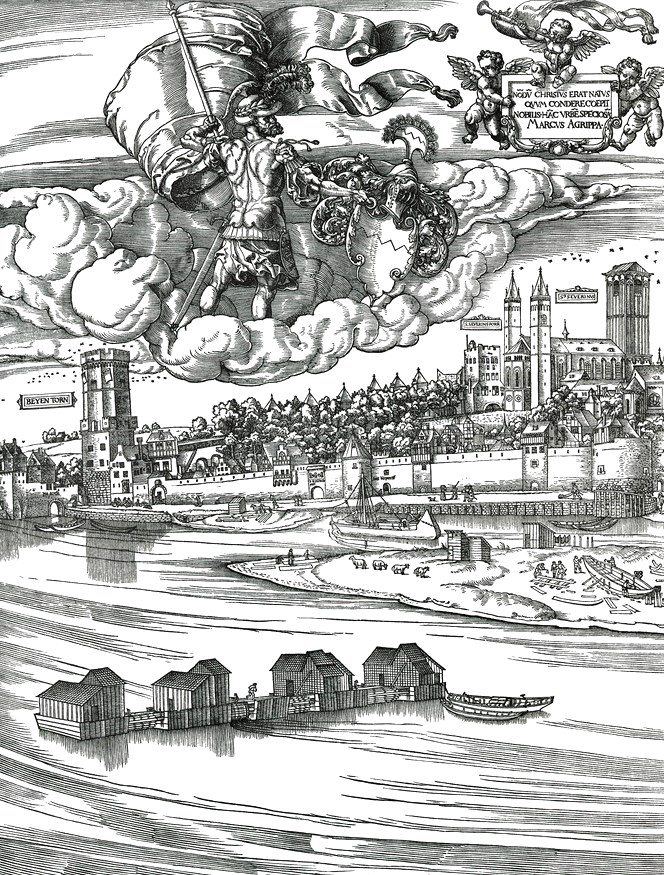
Blatt 1: Bayenturm, Südteil des Werthchens und Schiffsmühlen (1531)
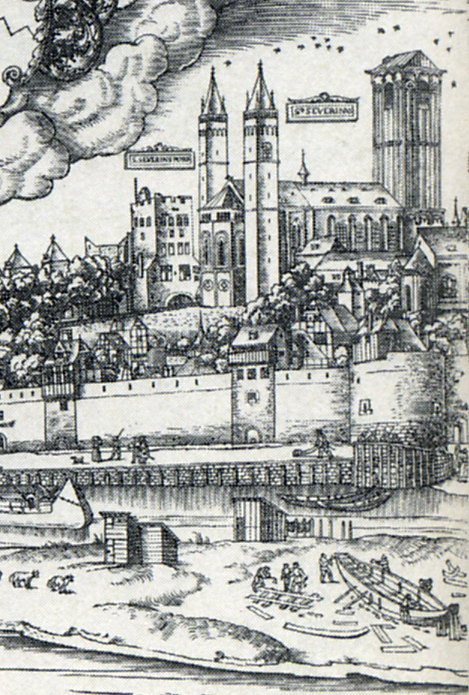
Kirche St. Severin und Severinstorburg; im Vordergrund Schiffsbau auf dem Werthchen
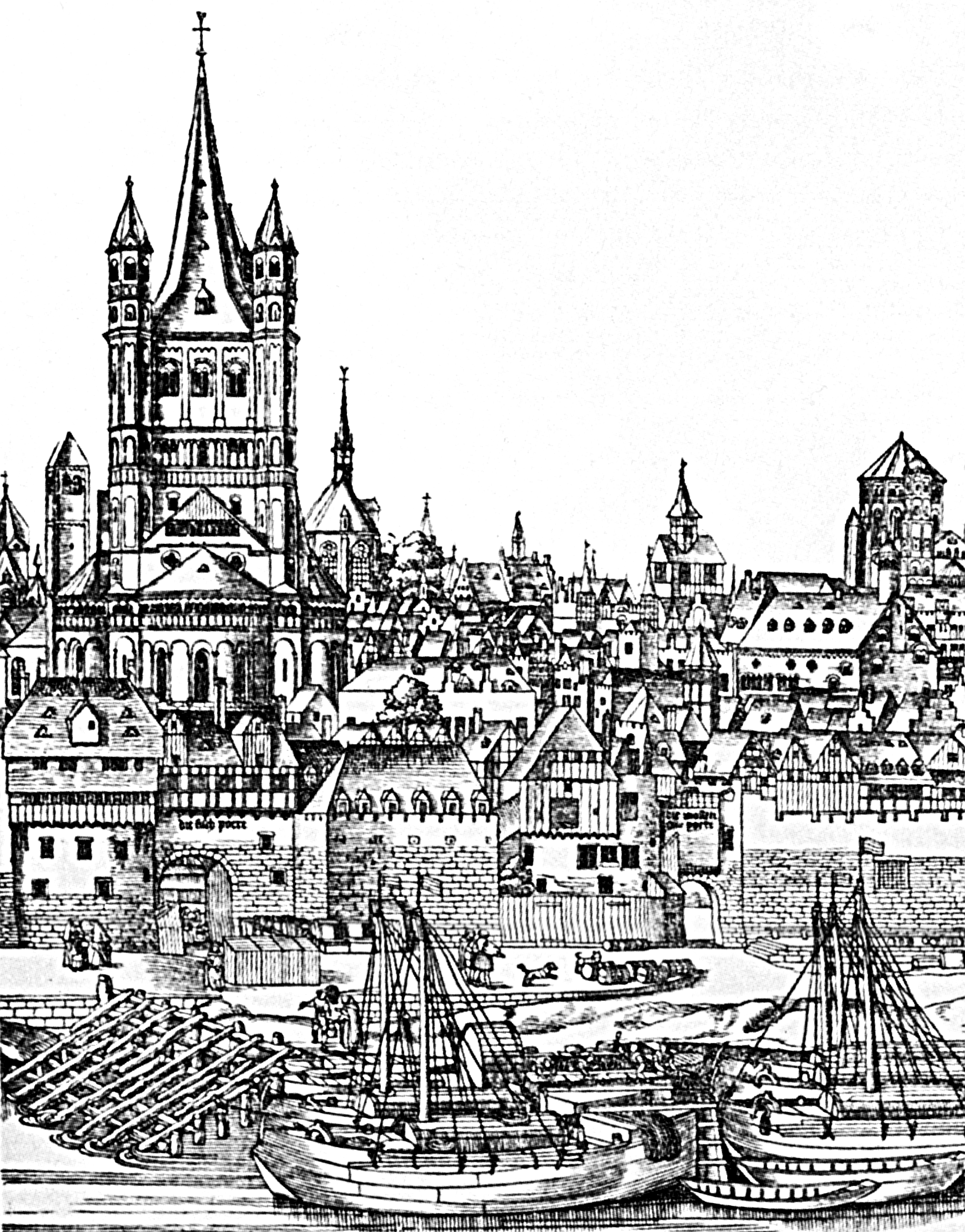
Groß St. Martin, im Vordergrund das abgeschrägte Holzgestell als Trennlinie der Oberländer und Niederländer Schiffstypen (1531)
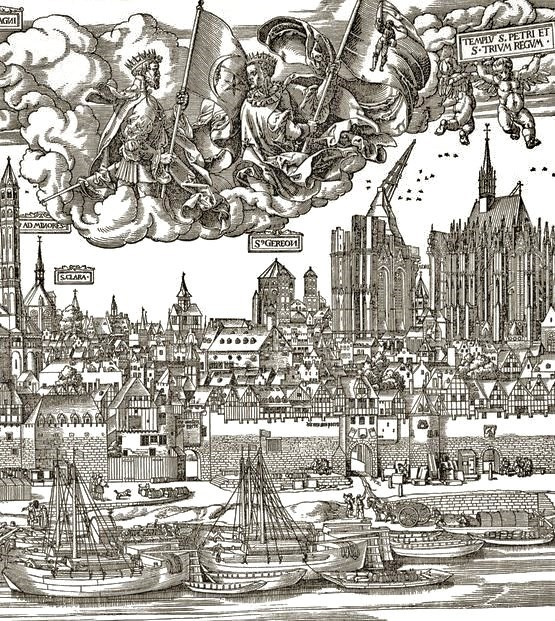
Detail Domumgebung (1531)
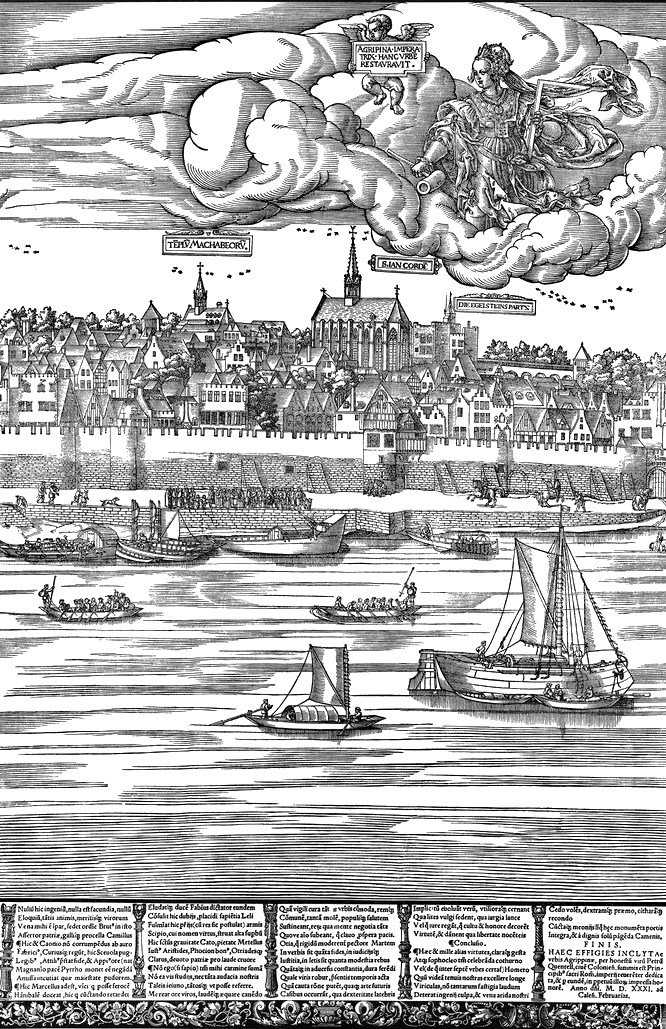
Machabäerkirche bis Eigelsteintorburg (1531)
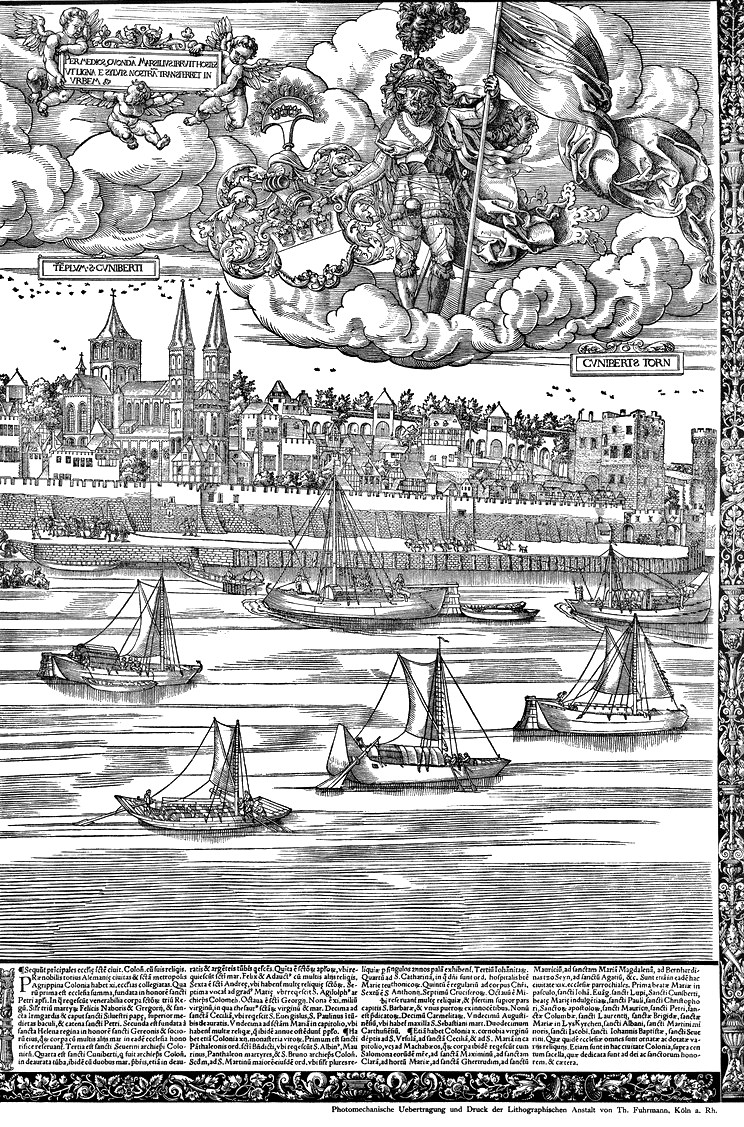
Blatt 9: St. Kunibert, Kunibertstor und Thürmchen (1531)
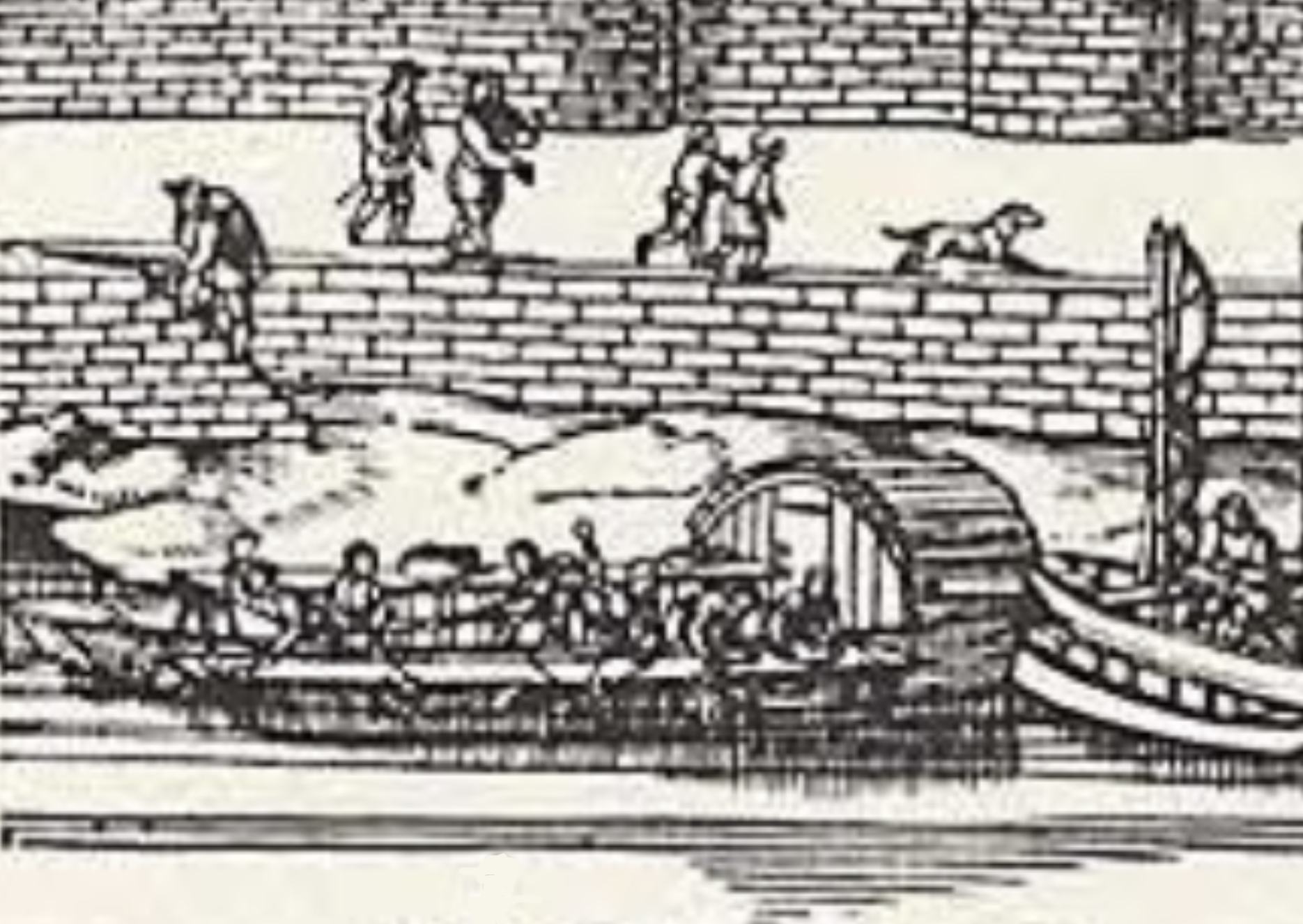
Waschschiff 1: Zwei Frauen wringen ein Bettlaken aus
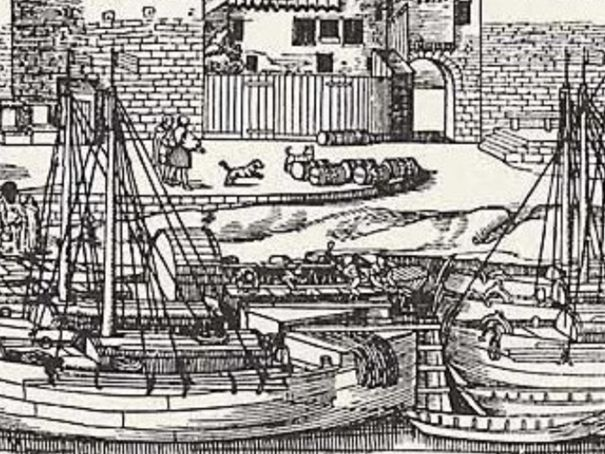
Waschschiff 2: Vier waschende Frauen, die linke wäscht die Wäsche, die beiden mittleren tauschen Nachrichten aus, die rechte hört zu

## Druckgestaltung

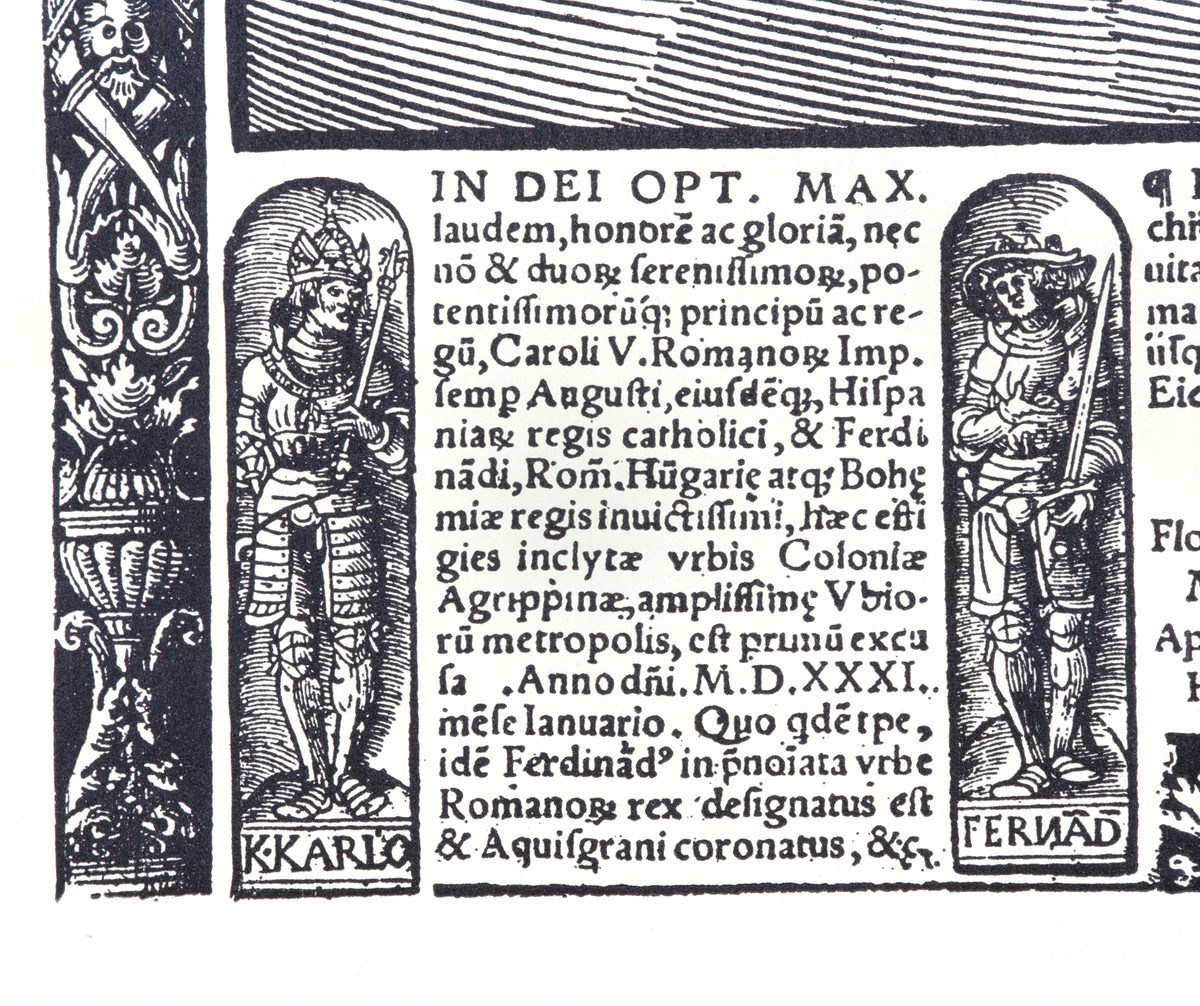
Textfeld von Druckstock 1: Darstellung des Kaisers Karl V. und seines Bruders Ferdinand, des neu gewählten Königs von Rom; Darstellung der Personen als in Nischen stehende Figuren, dazwischen Widmungstext (1531)

Woensams „Große Ansicht von Köln“ ist eine monumentale überbreite Illustration in der Technik des Holzschnitts, bestehend aus 9 zusammengefügten Blättern, die er wohl im Auftrag des Stadtrates anfertigen ließ. Blatt 1 beginnt im Süden der Stadt, Blatt 9 endet im Norden. Die monumentale Kölner Stadtansicht nimmt eine herausragende Stellung ein, denn er schuf einen der größten europäischen Stadtprospekte überhaupt. Durch seine Ausmaße von 59,2 × 352,6 cm sowie die Qualität gehört das Panorama zu den bekanntesten und bedeutendsten seiner Art und Zeit überhaupt. Andere Formate (62 × 343 cm, 51,5 × 343,2 cm oder 59 × 351 cm) entsprechen nicht dem Original.
Der Kölner Buchdrucker und Verleger Peter Quentell, Sohn eines der berühmtesten Buchdrucker Deutschlands zu jener Zeit, Heinrich Quentell, fertigte den Druck an. Quentell war als Buchverleger für die Auswahl von Bildvorlagen und Begleittexten verantwortlich; er schmückte das Werk noch weiter aus. In den Wolken schweben verschiedene Heilige, rechts und links sind die Stadtpatrone Agrippa und Marsilius mit je einem der beiden Stadtwappen zu sehen. Engel halten ein Band mit der Aufschrift „COLONIA“. Er stattete die Ansicht mit einer Widmung für Kaiser Karl V. und die in Köln erwarteten Majestäten und Kurfürsten aus. Das stark verkürzte Lobesgedicht auf die Stadt Köln in Form der „Flora“ des Hermann von dem Busche (1508) ziert das Werk; das ausführliche Lobgedicht hatte sein Verfasser anlässlich eines Frühlingsfestes vor Mitgliedern der alten Universität zu Köln und des Stadtrates 1508 vorgetragen. Es folgt das Monogramm Woensams. Die Titelunterschrift „O felix agrippina nobilis romanorum Colonia“ (Oh glückliche Agrippina, du edle Colonia (/Kolonie) der Römer(innen)) rundet den Holzschnitt ab.

## Veröffentlichung
Dieses Werk war als Geschenk für Ferdinand I. gedacht und wurde ihm bei seiner Wahl zum römisch-deutschen König am 5. Januar 1531 im noch unfertigen Kölner Dom überreicht. Quentell übergab das Werk sowohl Karl V. als auch Ferdinand I. persönlich. Der Empfänger sollte die Freie Reichsstadt Köln bestens in Erinnerung behalten. Zu jener Zeit war Köln mit 30000 Einwohnern nach Nürnberg die zweitgrößte Stadt im Heiligen Römischen Reich, was durch Woensams monumentales Werk verdeutlicht wurde. Das Panorama übertraf im Format und topografischer Genauigkeit die bisher erschienenen Stadtansichten von Köln und ist Woensams Hauptwerk. Am 1. Februar 1531 erfolgte ein zweiter Druck mit vollständigem Text. Nach Woensams Tod kam 1557 eine zweite Auflage heraus. Johann Jakob Merlo hat 1864 Woensams Werk durch eine Nachbildung allgemeiner zugänglich gemacht. Das Original ist im Kupferstichkabinett Berlin ausgestellt. Eine fotografische Reproduktion der Kölner lithografischen Anstalt Th. Fuhrmann aus 1898 bewahren das Kölnische Stadtmuseum und das Historische Archiv der Stadt Köln auf.

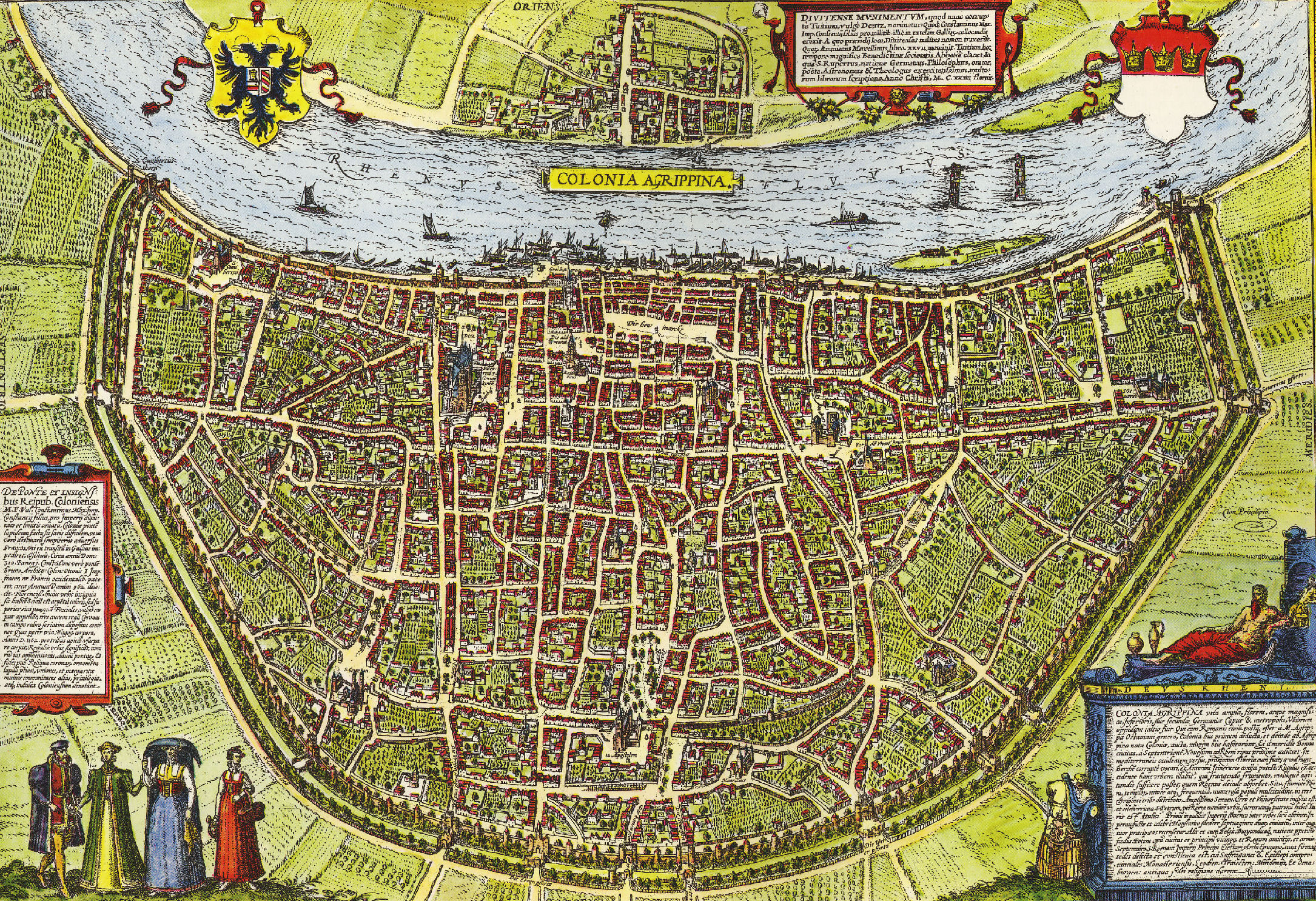
Frans Hogenberg/Georg Braun – Colonia 1572

## Nachfolgende Stadtansichten Kölns
Woensams Abbildung findet sich seitdem in nahezu jeder topografischen Literatur über Köln. Es folgten die Kölner Stadtansicht von 1570 des Arnold Mercator (Rheinisches Bildarchiv 56350) sowie Stadtansichten von Frans Hogenberg (1572; RhBA 37591), Matthäus Merian (1620; RhBA 5747), derselbe (1632; RhBA 76944), derselbe (1646; RhBA 4477) oder Wenzel Hollar (1656; RhBA 153292), der sich zwischen 1632 und 1636 in Köln aufhielt. Hollar schuf 1633 oder kurz danach im Auftrag von Abraham Hogenberg einen 16-teiligen Kupferstich, der jedoch erst 1656 von Gerhard Altzenbach veröffentlicht wurde. Der Kölner Stadtplan von 1752 schließlich zeigte das weitgehend unveränderte mittelalterliche Köln vor Beginn der Gründerzeit.